# Marek Hołdakowski
Marek Jędrzej Hołdakowski (ur. 30 czerwca 1938 w Warszawie, zm. 27 marca 1991 w Warszawie) – polski ekonomista, ostatni I sekretarz Komitetu Wojewódzkiego PZPR w Gdańsku (1988-1990), zastępca członka Biura Politycznego KC PZPR (1988-1990).

## Życiorys
Urodził się w rodzinie inteligenckiej; syn Kazimierza i Julii. W PZPR od 1963. Ukończył studia na Uniwersytecie Warszawskim (1960) i w Szkole Głównej Planowania i Statystyki (1969). Pracował w Komisji Planowania przy Radzie Ministrów (1961-1965), w Wydziale Handlu Prezydium Rady Narodowej m. st. Warszawy (1965-1971), zastępca przew. Stołecznej Komisji Planowania (1971-1974). Następnie przeszedł do Komitetu Centralnego PZPR (1974-), gdzie m.in. pełnił funkcje - zastępcy kierownika Wydziału Przemysłu Lekkiego, Handlu i Spożycia (1979-1980), z-cy kier. Wydziału Handlu i Finansów (1980-1981), epizodycznie podsekretarza stanu w Ministerstwie Handlu Wewnętrznego i Usług (1981-1982), ponownie w KC - z-cy kier. (1982-1984) i kier. (1984-1987) Wydziału Ekonomicznego, członka KC (1986-1990), kier. Wydziału Polityki Społeczno-Ekonomicznej (1987-1988), I sekretarza Komitetu Wojewódzkiego PZPR w Gdańsku (1988-1990), zastępcy członka Biura Politycznego KC (1988-1990). Uczestniczył po stronie partyjno-rządowej w obradach Okrągłego Stołu w 1989
Pochowany na cmentarzu Powązki Wojskowe w Warszawie (kwatera AII-7-33).

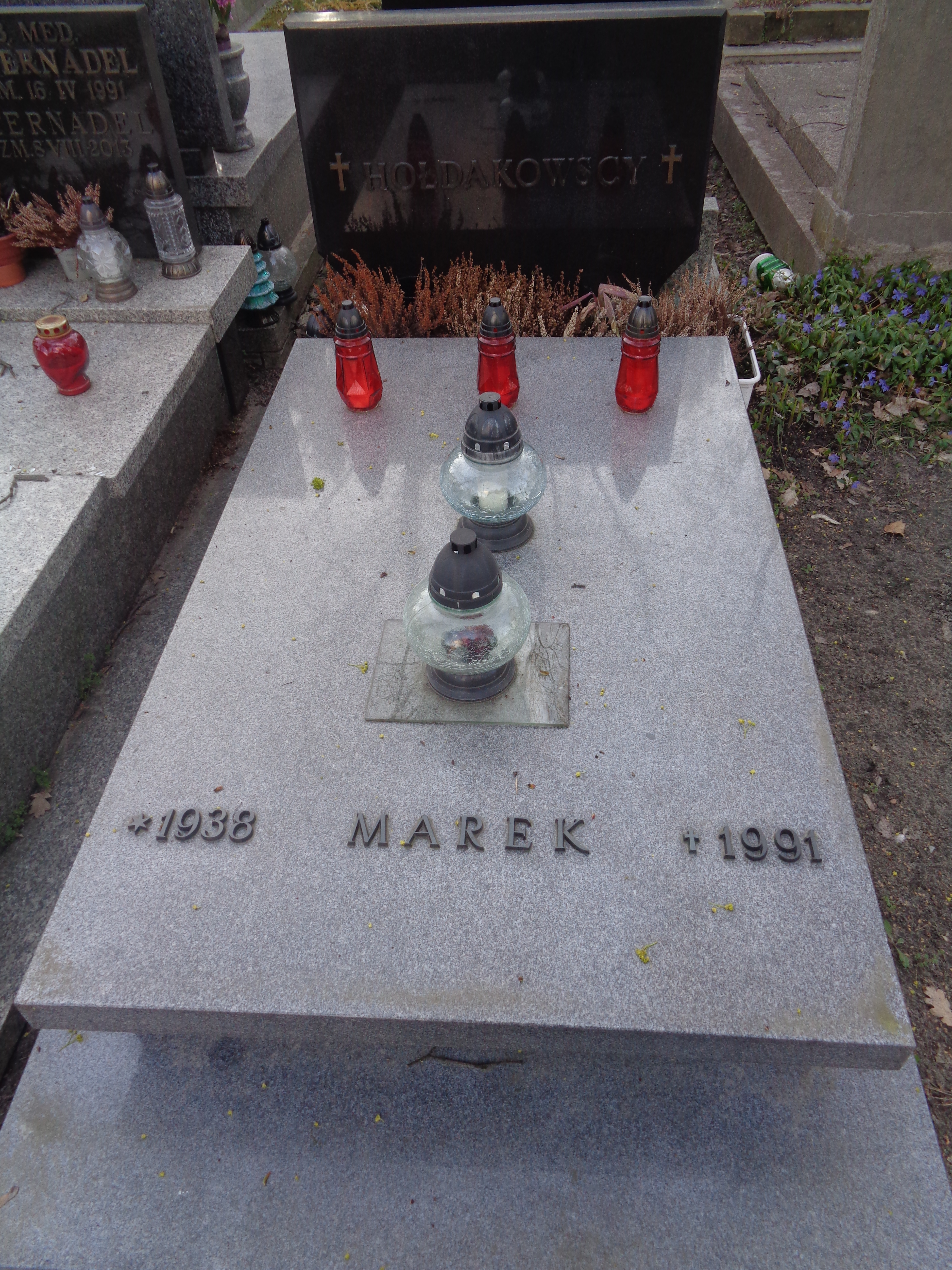
Grób Marka Hołdakowskiego na Cmentarzu Wojskowym na Powązkach